# Жадный алгоритм для египетских дробей
Жадный алгоритм для египетских дробей — жадный алгоритм, который преобразует рациональные числа в египетские дроби, на каждом шаге выбирая наибольшую из возможных аликвотных дробей, которая может быть использована в остаточной дроби.
Разложение, полученное жадным алгоритмом для числа {\displaystyle x}, называется жадным египетским разложением, разложением Сильвестра или разложением Фибоначчи — Сильвестра числа {\displaystyle x}.

## История
Среди нескольких различных методов построения египетских дробей, приведённых Фибоначчи в «Книге абака», был жадный алгоритм, который предлагался к применению, лишь если прочие методы не сработали. Впоследствии жадный алгоритм и его расширения для приближения иррациональных чисел был переоткрыт несколько раз, наиболее ранний и известный случай — алгоритм Сильвестра. Метод, дающий ближайшее приближение на каждом шаге, для чего разрешаются отрицательные дроби, принадлежит Ламберту.

## Алгоритм и примеры
Алгоритм Фибоначчи осуществляет разложение {\displaystyle x/y} путём последовательного проведения замены:
{\displaystyle {\frac {x}{y}}={\frac {1}{\lceil y/x\rceil }}+{\frac {(-y){\bmod {x}}}{y\lceil y/x\rceil }}}
(упрощая второй член, если необходимо). Например:
{\displaystyle {\frac {7}{15}}={\frac {1}{3}}+{\frac {2}{15}}={\frac {1}{3}}+{\frac {1}{8}}+{\frac {1}{120}}}.
В этом разложении знаменатель {\displaystyle 3} первой аликвотной дроби является результатом округления {\displaystyle 15/7} до следующего (большего) целого числа, а остаток {\displaystyle 2/15} — результат сокращения {\displaystyle (-15{\pmod {7}})/(15\cdot 3)=6/45}. Делитель второй дроби — {\displaystyle 8}, — является результатом округления {\displaystyle 15/2} до следующего (большего) целого числа, а остаток {\displaystyle 1/120} — это то, что осталось от {\displaystyle 7/15} после вычитания {\displaystyle 1/3} и {\displaystyle 1/8}.
Поскольку каждый шаг разложения уменьшает числитель остаточной дроби, этот метод завершится за конечное число шагов. Однако, по сравнению с древними египетскими методами разложения или более современными методами, этот метод может дать разложение с довольно большими знаменателями. Например, жадное разложение числа {\displaystyle 5/121}:
{\displaystyle {\frac {1}{25}}+{\frac {1}{757}}+{\frac {1}{763309}}+{\frac {1}{873960180913}}+{\frac {1}{1527612795642093418846225}}},
в то время как другие методы дают куда более простое разложение:
{\displaystyle {\frac {5}{121}}={\frac {1}{33}}+{\frac {1}{121}}+{\frac {1}{363}}},
а для {\displaystyle 31/311} жадный алгоритм даёт разложение на десять дробей, последняя из которых имеет в знаменателе 500 знаков, тогда как существует представление:
{\displaystyle {\frac {1}{12}}+{\frac {1}{63}}+{\frac {1}{2799}}+{\frac {1}{8708}}}.

## Последовательность Сильвестра
Последовательность Сильвестра {\displaystyle 2,3,7,43,1807,\dots } можно представить как образованную бесконечным разложением единицы посредством жадного алгоритма, где на каждом шаге выбирается знаменатель {\displaystyle \lfloor y/x\rfloor +1} вместо {\displaystyle \lceil y/x\rceil }. Если оборвать эту последовательность {\displaystyle k} членами и образовать соответствующую египетскую дробь, например, для {\displaystyle k=4}:
{\displaystyle {\frac {1}{2}}+{\frac {1}{3}}+{\frac {1}{7}}+{\frac {1}{43}}={\frac {1805}{1806}}},
то получается ближайшее приближение к {\displaystyle 1} снизу среди египетских дробей с {\displaystyle k} членами. Например, для любой египетской дроби для числа в открытом интервале {\displaystyle (1805/1806,1)} требуется по меньшей мере пять членов. Описано применение таких ближайших разложений для нижней оценки числа делителей совершенного числа, а также в теории групп.

## Разложения максимальной длины и условия сравнения по модулю
Любая дробь {\displaystyle x/y} даёт максимум {\displaystyle x} членов в жадном алгоритме. Исследованы условия, при которых для разложения {\displaystyle x/y} необходимо в точности {\displaystyle x} дробей, эти условия можно описать в терминах сравнений {\displaystyle y} по модулю:
- любая дробь {\displaystyle 1/y} приводит к одному члену в разложении, самая простая такая дробь — {\displaystyle 1/1};
- любая дробь вида {\displaystyle 2/y} для нечётных {\displaystyle y>1} требует двух членов в разложении, самая простая такая дробь — {\displaystyle 2/3};
- в разложении дроби {\displaystyle 3/y} необходимы три члена в том и только в том случае, когда {\displaystyle y\equiv 1{\pmod {6}}}, в этом случае — {\displaystyle y=2{\pmod {x}}} и {\displaystyle y(y+2)/3} нечётно, так что остаток разложения после первого шага:
{\displaystyle {\frac {(-y){\bmod {x}}}{y\lceil y/x\rceil }}={\frac {2}{y(y+2)/3}}}
несократим, самая простая дробь вида {\displaystyle 3/y}, дающая разложение с тремя членами — {\displaystyle 3/7};
- разложение дроби {\displaystyle 4/y} даёт четыре члена тогда и только тогда, когда {\displaystyle y\equiv 1{\pmod {24}}} или {\displaystyle y\equiv 17{\pmod {24}}}. В этих случаях числитель — {\displaystyle y{\bmod {x}}} остаточной дроби равен {\displaystyle 3} и знаменатель сравним с {\displaystyle 1{\pmod {6}}}. Самая простая дробь вида {\displaystyle 4/y} с четырьмя членами разложения — {\displaystyle 4/17}, гипотеза Эрдёша — Штрауса утверждает, что все дроби вида {\displaystyle 4/y} имеют разложение с тремя или меньше членами, но при {\displaystyle y\equiv 1{\pmod {2}}4} или {\displaystyle y\equiv 17{\pmod {2}}4} такие разложения следует искать методами, отличными от жадного алгоритма.

В общем случае последовательность дробей {\displaystyle x/y} с минимальным знаменателем {\displaystyle y}, имеющих разложение жадным алгоритмом с {\displaystyle x} членами:
{\displaystyle 1,{\frac {2}{3}},{\frac {3}{7}},{\frac {4}{17}},{\frac {5}{31}},{\frac {6}{109}},{\frac {7}{253}},{\frac {8}{97}},{\frac {9}{271}},\dots }.

## Приближённое вычисление корней многочленов
Существует метод приближённого вычисления корней многочлена, основанный на жадном алгоритме, определяющем жадное разложение корня. На каждом шаге образуется дополнительный многочлен, который имеет остаток разложения в качестве корня. Например, для вычисления жадного разложения золотого сечения как одного из двух решений уравнения {\displaystyle P_{0}(x)=x^{2}-x-1=0} алгоритм осуществляет следующие шаги.
1. Поскольку {\displaystyle P_{0}(x)<0} для {\displaystyle x=1} и {\displaystyle P_{0}(x)>0} для всех {\displaystyle x\geqslant 2}, корень {\displaystyle P_{0}(x)} должен находиться между {\displaystyle 1} и {\displaystyle 2}. Таким образом, первый член разложения — {\displaystyle 1/1}. Если {\displaystyle x_{1}} — остаток после первого шага жадного разложения, должно выполняться уравнение {\displaystyle P_{0}(x_{1}+1)=0}, которое можно преобразовать в {\displaystyle P_{1}(x_{1})=x_{1}^{2}+x_{1}-1=0}.
2. Поскольку {\displaystyle P_{1}(x)<0} для {\displaystyle x=1/2} и {\displaystyle P_{1}(x)>0} для всех {\displaystyle x>1}, корень {\displaystyle P_{1}} лежит между {\displaystyle 1/2} и {\displaystyle 1}, первый член в разложении {\displaystyle x_{1}} (второй член в разложении золотого сечения) равен {\displaystyle 1/2}. Если {\displaystyle x_{2}} — остаток после этого шага жадного разложения, он удовлетворяет уравнению {\displaystyle P_{1}(x_{2}+1/2)=0}, которое можно преобразовать в {\displaystyle P_{2}(x_{2})=4x_{2}^{2}+8x_{2}-1=0}.
3. Поскольку {\displaystyle P_{2}(x)<0} для {\displaystyle x=1/9} и {\displaystyle P_{2}(x)>0} для всех {\displaystyle x>1/8}, следующим членом разложения будет {\displaystyle 1/9}. Если {\displaystyle x_{3}} — остаток после этого шага жадного разложения, он удовлетворяет уравнению {\displaystyle P_{2}(x_{3}+1/9)=0}, которое можно преобразовать в уравнение с целыми коэффициентами {\displaystyle P_{3}(x_{3})=324x_{3}^{2}+720x_{3}-5=0}.

Продолжая этот процесс приближения, получается разложение золотого сечения в египетскую дробь:
{\displaystyle \varphi ={\frac {1}{1}}+{\frac {1}{2}}+{\frac {1}{9}}+{\frac {1}{145}}+{\frac {1}{37986}}+\cdots }.

## Другие целочисленные последовательности
Длина, минимальный знаменатель и максимальный знаменатель жадного разложения для дробей с малыми числителями и знаменателями включены в Энциклопедии целочисленных последовательностей. Кроме того, жадное разложение любого иррационального числа приводит к бесконечной возрастающей последовательности целых, и OEIS содержит разложения некоторых хорошо известных констант.

## Связанные разложения
Возможно определить жадный алгоритм с некоторыми ограничениями на знаменатель:
{\displaystyle {\frac {x}{y}}={\frac {1}{d}}+{\frac {xd-y}{yd}}},
где {\displaystyle d} выбирается среди всех значений, которые удовлетворяют наложенным ограничениям и имеют как можно меньшее значение, при котором {\displaystyle xd>y} и такое, что {\displaystyle d} отличается от всех предыдущих знаменателей. Например, разложение Энгеля можно рассматривать как алгоритм этого типа, в котором каждый допустимый знаменатель должен быть получен умножением предыдущего на некоторое целое число. Однако зачастую нетривиально установить, приводит ли такой алгоритм всегда к конечному разложению. В частности нечётное жадное разложение дроби {\displaystyle x/y} образуется жадным алгоритмом с ограничением на нечётность знаменателей. Известно, что при нечётном {\displaystyle y} существует разложение в египетскую дробь, в которой все знаменатели нечётны, но приведёт ли нечётный жадный алгоритм всегда к конечному разложению — неизвестно.